# Championnat de Nouvelle-Calédonie de football 2023
Navigation
Édition précédente Édition suivante
La saison 2023 du Championnat de Nouvelle-Calédonie de football est la douzième édition de la Super Ligue, le championnat de première division en Nouvelle-Calédonie. Les douze équipes engagées sont regroupées au sein d'une poule unique où elles affrontent deux fois leurs adversaires, à domicile et à l'extérieur. En fin de saison, afin de permettre le retour à un championnat à dix équipes, les deux derniers du classement sont relégués tandis que les 8e, 9e et 10e doit disputer un barrage de promotion-relégation face à trois équipes de deuxième division.
C'est le club de l'AS Magenta qui est sacré à l'issue de la saison, après avoir terminé en tête du classement final, ne devançant l'ASC Gaïca, pourtant promu de seconde division, qu'à la faveur d'une meilleure différence de buts particulière. Il s'agit du douzième titre de champion de Novelle-Calédonie de l'histoire de l'AS Magenta.

## Participants
- AS Magenta
- AS Lössi
- Hienghène Sport
- AS Mont-Dore
- AS Wetr
- SC Ne Drehu
- Tiga Sport
- Horizon Patho
- ASC Gaïca - Promu de D2
- AS Kunié
- Dumbéa FC
- AS Qanono

## Compétition

### Classement
Le classement est établi sur le barème de points suivant : victoire à 4 points, match nul à 2, défaite à 1.
| Rang | Équipe            | Pts  | J  | G  | N | P  | Bp | Bc | Diff |
| ---- | ----------------- | ---- | -- | -- | - | -- | -- | -- | ---- |
| 1    | AS Magenta        | 69   | 22 | 14 | 5 | 3  | 54 | 26 | +28  |
| 2    | ASC Gaïca P       | 69   | 22 | 15 | 2 | 5  | 45 | 27 | +18  |
| 3    | Hienghène Sport C | 61   | 22 | 11 | 6 | 5  | 43 | 37 | +6   |
| 4    | Tiga Sport T      | 59   | 22 | 11 | 4 | 7  | 46 | 24 | +22  |
| 5    | AS Lössi          | 53   | 22 | 9  | 4 | 9  | 33 | 31 | +2   |
| 6    | SC Ne Drehu       | 50   | 22 | 8  | 4 | 10 | 32 | 39 | -7   |
| 7    | AS Mont-Dore      | 49   | 22 | 7  | 6 | 9  | 35 | 31 | +4   |
| 8    | Horizon Patho     | 49-2 | 22 | 7  | 8 | 7  | 40 | 45 | -5   |
| 9    | AS Kunié          | 47   | 22 | 6  | 7 | 9  | 34 | 30 | +4   |
| 10   | AS Wetr           | 45   | 22 | 6  | 5 | 11 | 23 | 38 | -15  |
| 11   | Dumbéa FC         | 42   | 22 | 6  | 2 | 14 | 24 | 49 | -25  |
| 12   | AS Qanono         | 36   | 22 | 3  | 5 | 14 | 22 | 49 | -27  |

|  | Qualification pour les play-off pour la Ligue des champions de l'OFC 2024                          |
|  | Barrage de promotion-relégation                                                                    |
|  | Relégation en deuxième division                                                                    |
|  | T : Tenant du titre C : Vainqueur de la Coupe de Nouvelle-Calédonie P : Promu de deuxième division |

- Horizon Patho reçoit une pénalité de 2 points pour son forfait lors de la rencontre de la 8e journée face à l'AS Qanono.

### Barrages
Les clubs classés de la 8e à la 10e affrontent 3 formations de deuxième division. Les rencontres ont lieu au Stade Numa-Daly, les 11 et 12 novembre 2023.
| Équipe 1                            | Résultat     | Équipe 2      |
| ----------------------------------- | ------------ | ------------- |
| AS Waguelilo Kapital (Îles Loyauté) | 0 - 5        | Horizon Patho |
| CA Saint-Louis (PH Zone Sud)        | 2 - 2 5-4tab | AS Wetr       |
| RC Poindimié (PH Zone Nord)         | 1 - 2        | AS Kunié      |

- Le CA Saint-Louis prend la place de l'AS Wetr en première division.

## Bilan de la saison
| Championnat de Nouvelle-Calédonie de football 2023 |                        |
| Champion                                           | AS Magenta (12e titre) |
| Coupes et trophées                                 |                        |
| Vainqueur de la Coupe de Nouvelle-Calédonie 2023   | Hienghène Sport        |
| Qualifications continentales                       |                        |
| Ligue des champions de l'OFC 2024                  | AS Magenta             |
| Ligue des champions de l'OFC 2024                  | ASC Gaïca              |
| Promotions et relégations                          |                        |
| Promus en Super Ligue                              | CA Saint-Louis         |
| Relégués en Promotion d'Honneur                    | Dumbéa FC              |
| Relégués en Promotion d'Honneur                    | AS Qanono              |
| Relégués en Promotion d'Honneur                    | AS Wetr                |